# A Ukraine International Airlines 752-es járatának katasztrófája
A Ukraine International Airlines 752-es járatának katasztrófája 2020. január 8-án reggel történt Iránban, amikor a Ukraine International Airlines Kijevbe tartó, UR-PSR lajstromjelű Boeing 737–800 típusú utasszállító repülőgépe röviddel a Teheráni nemzetközi repülőtérről történt felszállás után, Teherántól 20 km-re északnyugatra lezuhant. A gép fedélzetén tartózkodó 167 utas és a kilencfős személyzet közül senki sem élte túl a katasztrófát.
Az első időszak híradásai a műszaki hibát valószínűsítették a katasztrófa okaként. Később egyre több értékelés jelent meg, amely azt valószínűsíti, hogy a repülőgépet tévedésből találta el egy iráni légvédelmi rakéta. Műholdfelvételek alapján erre a következtetésre jutottak amerikai kormányzati tisztviselők, valamint ezt erősítették meg brit források. Justin Trudeau kanadai miniszterelnök is azt közölte, hogy a rendelkezésre álló bizonyítékok alapján a gépet valószínűsíthetően iráni légvédelmi rakéta találta el. Feltételezések szerint a repülőgépet egy orosz gyártmányú Tor légvédelmi rakéta találta el. Irán kezdetben tagadta érintettségét a katasztrófában, és a baleset okaként műszaki hibát jelöltek meg. 2020. január 11-én azonban az iráni kormány elismerte, hogy a repülőgépet az iráni légvédelem lőtte le tévedésből.

## Utasok és személyzet
A repülőgépen 176 fő tartózkodott, közülük 167 fő utas és kilenc főnyi személyzet. Az áldozatok többsége iráni állampolgár. Az áldozatok közül 11 ukrán állampolgár, beleértve a személyzet kilenc tagját. Az utasok között kanadai, német, brit és afgán állampolgárok is voltak. A járatra 169 utasnak volt helyfoglalása, de két utas nem szállt fel a gépre.
Az utasok és a személyzet állampolgárság szerinti megoszlása:
| Állampolgárság     | Utasok | Személyzet | Összesen |
| ------------------ | ------ | ---------- | -------- |
| Irán               | 82     | 0          | 82       |
| Kanada             | 63     | 0          | 63       |
| Ukrajna            | 2      | 9          | 11       |
| Svédország         | 10     | 0          | 10       |
| Afganisztán        | 7      | 0          | 7        |
| Egyesült Királyság | 3      | 0          | 3        |
| Összesen           | 167    | 9          | 176      |

## A katasztrófában érintett repülőgép

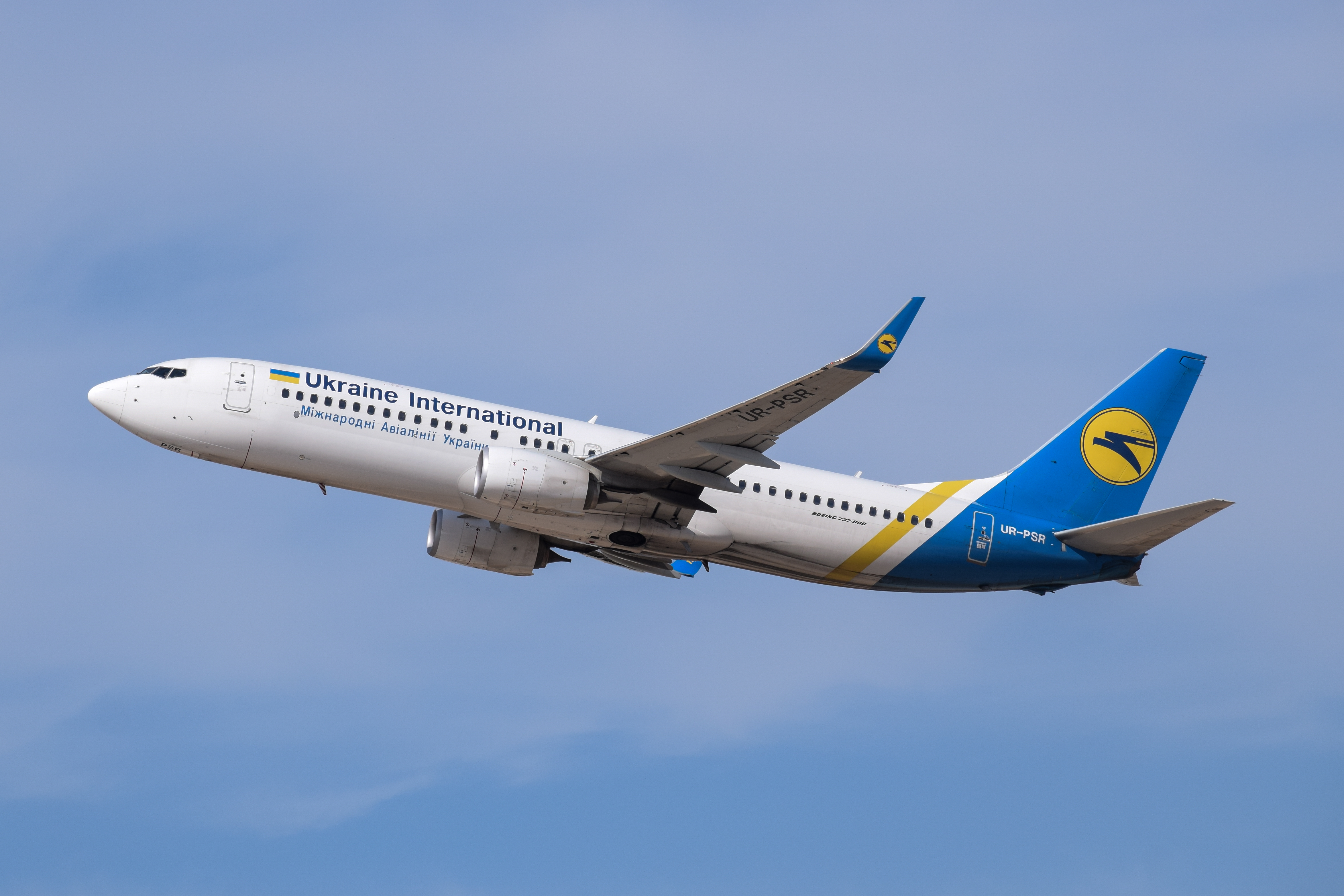
A balesetben érintett UR-PSR lajstromjelű Boeing 737–800-as repülőgép

A Boeing 737–800 típusú repülőgépet 2016-ban gyártották a Boeing rentoni üzemében. A gép a Varangian Leasing cég tulajdona, tőle lízingelte a Ukraine International Airlines légitársaság, amely 2016. július 19-én állította üzembe UR-PSR lajstromjellel a repülőgépet.